# B엔

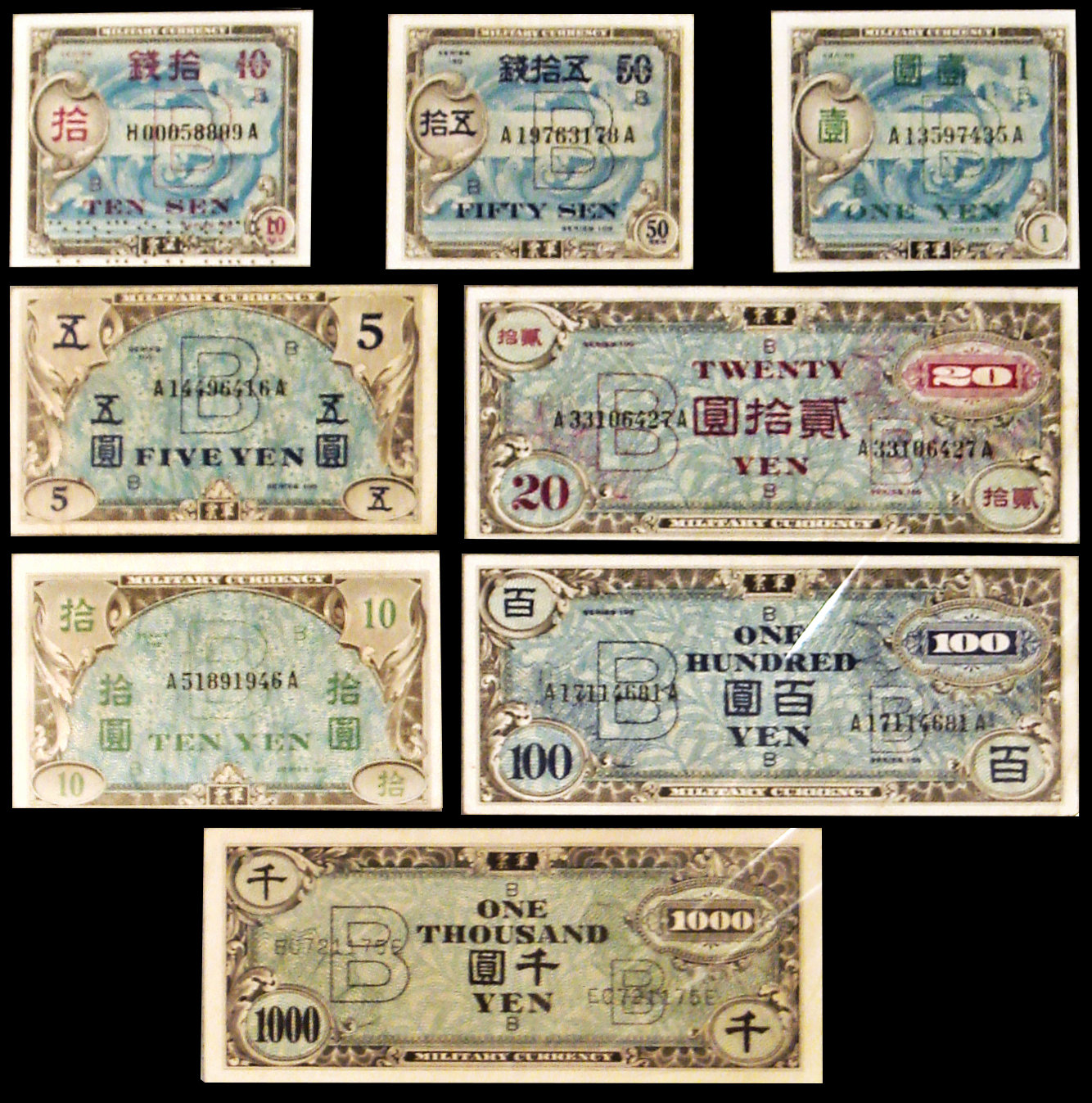
B형 군표

B형 군표(일본어: B型軍票, Type "B" Military Yen) 또는 B엔(일본어: B円, ビーえん, Yen B type, B-yen)은 1945년부터 1958년 9월까지 미군 점령 하의 오키나와에서 통화로서 유통된 미군 발행의 군표이다. 1948년부터 1958년까지는 오키나와에서 유일한 정식 통화이었다.

## 개요
정확히는 연합국의 공동 군표인 AMC(Allied forces Military Currency) 군표의 한 종류로서, 다른 연합국에도 발행권이 있었지만 일본에 주둔한 점령군은 미군이 주체였기 때문에 다른 나라의 군대는 엔 단위의 군표는 발행되지 않았다. 당초 B엔은 미국 내에서 인쇄되었지만, 말기에는 일본 내에서 인쇄되었다. 동전은 없고 모두 지폐이었다.

### 규격
디자인은 인물 초상이 없는 당초 모양으로 구성되었으며, 뒷면에는 일본어와 영어로 ‘군사 포고에 의거하여 발행함’, ‘ISSUED PURSUANT TO MILITARY PROCLAMATION’이라고 인쇄되어 있었다. 발행자나 태환 보증을 나타내는 표기는 전혀 없다.
- 천엔권(규격[mm]: 66×155)
- 백엔권(규격[mm]: 66×155)
- 이십엔권(규격[mm]: 66×155)
- 십엔권(규격[mm]: 66×112)
- 오엔권(규격[mm]: 66×112)
- 일엔권(규격[mm]: 66×78)
- 오십전권(규격[mm]: 66×78)
- 십전권(규격[mm]: 66×78)

## 오키나와와 B엔
미국이 오키나와를 점령한 직후에는 어떤 통화도 유통되지 않았으며, 거래는 물물 교환으로 이루어졌다. 1946년 4월 15일, 미군은 직접 발행하는 B엔을 공식 통화로 지정하였다. 이후 1946년 8월 5일부터는 일정 조건하에 신·구 일본 엔의 유통을 인정하였다. 종전 직후의 오키나와에서는 이들 통화가 섞여 유통되었다.
그러나, 미군이 오키나와를 항구적으로 통치하게 되자 1948년 7월 21일부터 신·구 일본 엔의 유통은 금지되었고, B엔이 오키나와에서 유통되는 유일한 통화가 되었다. 이때 7월 16일부터 21일에 걸쳐 일본 엔과 B엔의 교환이 이루어졌다.
당초에는 일본 엔 1엔 = 1 B엔이 공식 교환 비율이었지만, 1950년 4월 12일에 일본 엔 3엔 = 1 B엔(1달러 = 120 B엔)으로 변경되어 B엔이 폐지될 때까지 교환은 이 비율로 이루어졌다.
B엔만을 사용하게 됨으로써 류큐 열도 미국 민정부는 오키나와에서 통화의 유통량을 통제할 수 있게 되었다. 당시의 공식 교환 비율은 1달러에 360엔이었으나, 1달러에 120 B엔이라는 일본 엔에 비해 높은 비율을 설정한 것은 미군이 기지 건설이나 주둔 경비 등을 일본 기업에 지불할 때 유리하도록 하기 위해라는 설이 있다. 이에 의하여 미군은 일본 본토에서 싼 가격으로 물자를 조달할 수 있게 되었으나 오키나와의 경제는 공동화되었으며, 본토 기업의 진출을 늦추는 이유로도 작용하였다.
당시 아사히 신문에 의하면, 1953년 12월 25일에 실제 통화로서 B엔의 가치는 1.8 일본 엔 정도였다고 한다.
1958년 9월 16일부터 20일에 걸쳐 미국 달러로 환전이 이루어져 폐지되었다.

## 일본 본토와 B엔
일본에서도 1945년 패전한 직후, 점령군에 의하여 B엔도 일본 엔과 같이 정식 통화로 정해졌으나, 점령군이 오키나와 밖에서는 군표를 발행하지 않았기 때문에 거의 유통되지 않았다. 이 때문에 1948년 7월 15일을 기해 오키나와 밖에서 B엔이 폐지되었으나 큰 혼란은 없었다.

## 역사
- 1945년 6월: 오키나와에서 B엔이 처음으로 유통. 비율은 1달러=10 B엔.
- 1945년 9월: 1달러=15 B엔.
- 1946년 4월 15일: 제1차 통화 교환. B엔이 오키나와의 공식 통화가 됨.
- 1946년 8월 5일: 제2차 통화 교환. 신·구 일본엔과 병용됨.
- 1947년 3월: 1달러=50 B엔.
- 1948년 7월 16~21일: 제3차 통화 교환. 일본 엔。구 B엔의 유통이 금지되고 신 B엔으로 교환.
- 1950년 4월 12일: 1달러=120 B엔. 이후 폐지될 때까지 이 비율이 사용됨.
- 1958년 9월 16~20일: 제4차 통화 교환. B엔이 폐지되고 120 B엔을 1달러로 하는 교환이 이루어짐.
- 1972년 5월 15일: 오키나와가 본토로 귀속됨. 제5차 통화 교환. 1달러를 305엔으로 하는 교환이 이루어짐. 단, 1971년에 실시된 변동 환율 상장제의 이행에 따라 달러의 가치가 하락하였고 이 영향에 대해 1972년 2월에 통화 파업이 발생하는 등 혼란이 보였기 때문에, 1971년에 확인되었던 개인의 현금 달러 보유분에 대해서는 정부가 보상하여 360엔으로 하였다. 또한, 5월 20일까지는 달러의 병용이 인정되었다.